# Aileu (municipalité)
Pour les articles homonymes, voir Aileu.
Aileu est une municipalité du Timor oriental. La capitale est la ville de Aileu.

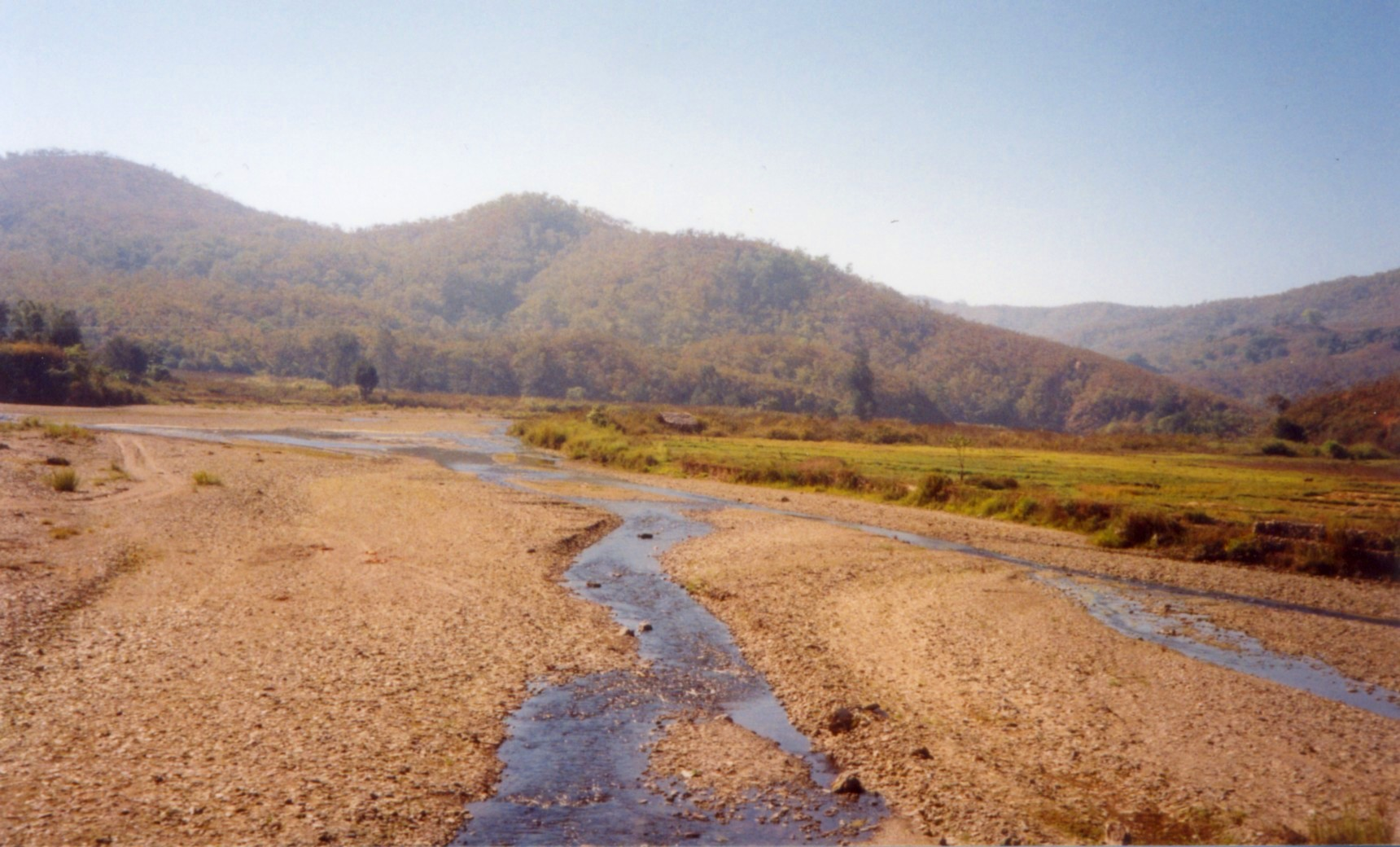
Rivière à Aileu

Cette municipalité est elle-même divisé en 4 postes administratifs :
- Aileu
- Laulara
- Lequidoe
- Remexio

## Notes et références

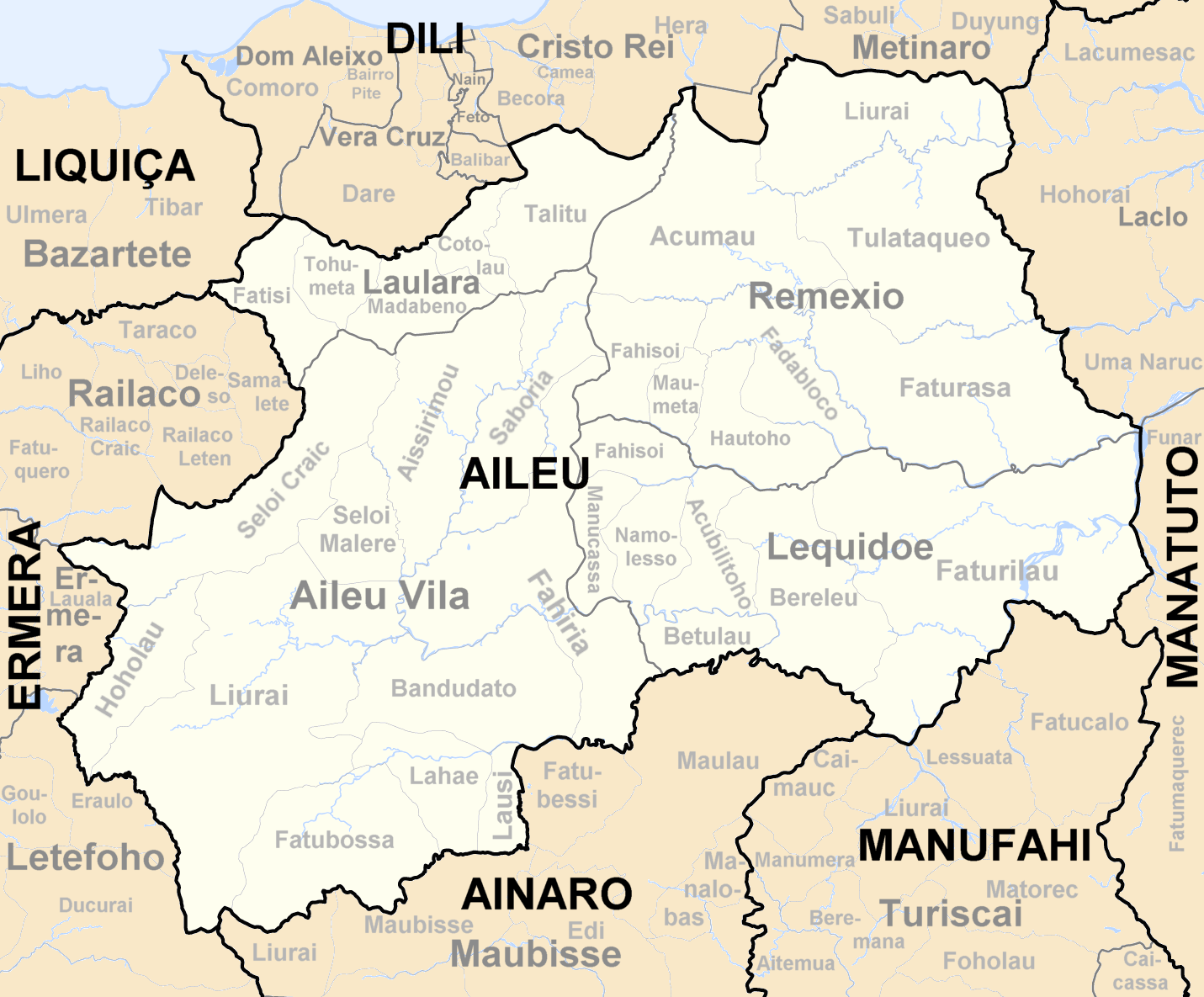
Subdivisions de municipalité